# Клийн Бандит
Clean Bandit е британска група, известна със своята електронна музика. Сформирана е в Кеймбридж през 2008 г. Групата се състои от Грейс Чато, Джак Патерсън и Люк Патерсън. Техният сингъл през 2010 Mozart's House достига номер 17 в UK Singles Chart, когато е бил преиздаден през 2013. През януари 2014 изпълнителите за пръв път се изкачват на върха на класацията на Великобритания със сингъла Rather be, който е продуциран съвместно с Джес Глин и включва елементи от класическа и dance музика. Също така песента достига топ 10 на US Billboard Top 100. През 2015 Rather be спечели „Грами“ за най-добър танцов запис.

## История

### 2008 – 2012: Формиране и начало на кариерата
През декември 2012 г. групата издава дебютния си сингъл A+E, който достига 100-тното място на UK Singles Chart. Това е първият сингъл от дебютния им албум New Eyes, издаден на 2 юни 2014 г. от Atlantic Records UK. На 29 февруари 2012 г. Clean Bandit пуска клипа на UK Shanty с участието на супермодела Лили Коул. На 29 март 2013 г. музикантите издават втория сингъл за албума Mozart's House. Песента достига номер 17 в британските класации. Третият сингъл Dust Clears от албума е се нарежда на 43-тото място. Четвъртият сингъл е Rather Be с участието на Джес Глин и е пуснат на 19 януари 2014 г., завоюва първото място в UK Singles Chart. Това е най-бързо продаваната песен, издавана от януари 1996 г. до този момент и през 2014 е втората най-продавана песен във Великобритания (след Happy на Фарел Уилямс), достигнала продажби на повече от 1 130 000 копия. Rather be също достига номер 1 в Австрия, Финландия, Германия, Холандия, Норвегия и Швеция и номер 2 в Белгия, Франция, Италия, Нова Зеландия и Швейцария. Песента също така се нарежда на 10-о място в класацията US Billboard Hot 100.

### 2012 – 2015: АлбумътNew Eyes
През 2015 Rather be печели „Грами“ за най-добър танцов запис. Песента Rockabye от 2016, в която участва рапърът Шон Пол и певицата Ан-Мари става вторият им най-слушан хит във Великобритания. Тази песен заема първото място за сингъл през 2016, като оглавява класациите в продължение на седем поредни седмици. Песента бързо се изкачва на челните места в класациите по света. Групата Clean Bandit продава повече от 13 милиона сингъла и 1,6 милиона албуми по света.

### След 2015 г. и напускането на Нийл Амин-Смит
На 19 октомври 2016 г. на страницата си във Facebook музикантите обявяват, че цигуларят и пианист Нийл Амин-Смит е решил да напусне групата. Нийл публикува отделно съобщение за това в своя профил в Twitter. Два дена по-късно групата издава първата си песен без Амин-Смит – Rockabye, заедно с рапъра Шон Пол и певицата Ан-Мари. Rockabye става вторият им най-добър хит във Великобритания и остава на златното място в продължение на девет седмици, освен това се превръща в коледен хит за 2016 г. Песента разбива световните класации, като става номер 1 в Англия, Шотландия, Ирландия, Австралия, Нова Зеландия, Австрия, Дания, Финландия, Германия, Италия, Холандия, Швеция и Швейцария и номер 5 в Канада, Франция и Норвегия. Тя също така е поставена на 9-о място в Billboard Hot 100 в САЩ.